# Ivan Dolček
Ivan Dolček (Koprivnica, 24 aprile 2000) è un calciatore croato, attaccante dello Slaven Belupo in prestito dal DAC Dunajská Streda.

## Caratteristiche tecniche
È un'ala sinistra.

## Carriera

### Club
Cresciuto nel settore giovanile dello Slaven Belupo, il 27 maggio 2017 firma un contratto borsa di studio con il club. Ha esordito in prima squadra il 2 dicembre 2017 disputando la trasferta di campionato persa 2-0 contro l'Osijek. Il 1º luglio 2019 si trasferisce nell'Hajduk Spalato firmando un contratto valido fino al 30 giugno 2023. Otto giorni dopo fa il suo debutto con i Bili dove segna anche il gol decisivo del 2-0 nella trasferta, valevole per l'andata del primo turno preliminare di qualificazione di Europa League, contro il Gżira Utd. Il 28 luglio alla seconda giornata di campionato segna la sua prima rete in 1.HNL nella trasferta vinta 3-0 contro il Varaždin.
Il 31 gennaio 2022 si trasferisce fino al termine della stagione, con la formula del prestito con diritto di riscatto, in Portogallo tra le file del Famalicão.
Il 13 febbraio, subentrando al posto di João Teixeira, fa il suo debutto con i Famalicenses trovando anche il gol nel match di campionato vinto 5-0 contro il Moreirense. Il 10 luglio seguente si accasa tra le file del Sebenico con la formula del prestito con diritto di riscatto.
Il 16 luglio seguente fa il suo debutto con i Narančasti, subentra al posto di Matija Rom nel match di campionato perso contro il Rijeka (0-1). Il 9 settembre nella gara interna contro la sua ex squadra, l'Hajduk Spalato, trova le rete del 1-1 finale nonché la prima rete personale con la nuova casacca.
Il 21 gennaio 2024 si trasferisce a titolo definitivo tra le file del DAC Dunajská Streda, firma con il club slovacco un contratto valido fino al 30 giugno 2027.

## Statistiche

### Presenze e reti nei club
Statistiche aggiornate al 5 maggio 2023.
| Stagione              | Squadra               | Campionato            | Campionato | Campionato | Coppe nazionali | Coppe nazionali | Coppe nazionali | Coppe continentali | Coppe continentali | Coppe continentali | Altre coppe | Altre coppe | Altre coppe | Totale | Totale |
| Stagione              | Squadra               | Comp                  | Pres       | Reti       | Comp            | Pres            | Reti            | Comp               | Pres               | Reti               | Comp        | Pres        | Reti        | Pres   | Reti   |
| --------------------- | --------------------- | --------------------- | ---------- | ---------- | --------------- | --------------- | --------------- | ------------------ | ------------------ | ------------------ | ----------- | ----------- | ----------- | ------ | ------ |
| 2017-2018             | Slaven Belupo         | 1. HNL                | 3          | 0          | CC              | 0               | 0               | -                  | -                  | -                  | -           | -           | -           | 3      | 0      |
| 2018-2019             | Slaven Belupo         | 1. HNL                | 10         | 0          | CC              | 1               | 0               | -                  | -                  | -                  | -           | -           | -           | 11     | 0      |
| Totale Slaven Belupo  | Totale Slaven Belupo  | Totale Slaven Belupo  | 13         | 0          |                 | 1               | 0               |                    | -                  | -                  |             | -           | -           | 14     | 0      |
| 2019-2020             | Hajduk Spalato        | 1. HNL                | 21         | 1          | CC              | 1               | 0               | UEL                | 2                  | 1                  | -           | -           | -           | 24     | 2      |
| 2020-2021             | Hajduk Spalato        | 1. HNL                | 16         | 0          | CC              | 2               | 0               | UEL                | 1                  | 0                  | -           | -           | -           | 19     | 0      |
| 2021-gen. 2022        | Hajduk Spalato        | 1. HNL                | 9          | 0          | CC              | 2               | 0               | UECL               | 2                  | 0                  | -           | -           | -           | 13     | 0      |
| Totale Hajduk Spalato | Totale Hajduk Spalato | Totale Hajduk Spalato | 46         | 1          |                 | 5               | 0               |                    | 5                  | 1                  |             | -           | -           | 56     | 2      |
| gen.-giu. 2022        | Famalicão             | PL                    | 9          | 1          | CP+CdL          | -               | -               | -                  | -                  | -                  | -           | -           | -           | 9      | 1      |
| 2022-2023             | Sebenico              | HNL                   | 26         | 5          | CC              | 3               | 1               | -                  | -                  | -                  | -           | -           | -           | 29     | 6      |
| Totale carriera       | Totale carriera       | Totale carriera       | 94         | 7          |                 | 9               | 1               |                    | 5                  | 1                  |             | -           | -           | 108    | 9      |

### Cronologia presenze e reti in nazionale
| Cronologia completa delle presenze e delle reti in nazionale ― Croazia under 21 | Cronologia completa delle presenze e delle reti in nazionale ― Croazia under 21 | Cronologia completa delle presenze e delle reti in nazionale ― Croazia under 21 | Cronologia completa delle presenze e delle reti in nazionale ― Croazia under 21 | Cronologia completa delle presenze e delle reti in nazionale ― Croazia under 21 | Cronologia completa delle presenze e delle reti in nazionale ― Croazia under 21 | Cronologia completa delle presenze e delle reti in nazionale ― Croazia under 21 | Cronologia completa delle presenze e delle reti in nazionale ― Croazia under 21 |
| Data                                                                            | Città                                                                           | In casa                                                                         | Risultato                                                                       | Ospiti                                                                          | Competizione                                                                    | Reti                                                                            | Note                                                                            |
| ------------------------------------------------------------------------------- | ------------------------------------------------------------------------------- | ------------------------------------------------------------------------------- | ------------------------------------------------------------------------------- | ------------------------------------------------------------------------------- | ------------------------------------------------------------------------------- | ------------------------------------------------------------------------------- | ------------------------------------------------------------------------------- |
| 5-9-2019                                                                        | Velika Gorica                                                                   | Croazia under 21                                                                | 3 – 0                                                                           | Emirati Arabi Uniti under 21                                                    | Amichevole                                                                      | -                                                                               | 46’                                                                             |
| 11-10-2019                                                                      | Zalaegerszeg                                                                    | Ungheria under 21                                                               | 1 – 4                                                                           | Croazia under 21                                                                | Amichevole                                                                      | -                                                                               | 67’                                                                             |
| 14-10-2019                                                                      | Serravalle                                                                      | San Marino under 21                                                             | 0 – 7                                                                           | Croazia under 21                                                                | Qual. Europeo Under-21 2021                                                     | -                                                                               | 70’                                                                             |
| 3-9-2020                                                                        | Varaždin                                                                        | Croazia under 21                                                                | 5 – 0                                                                           | Grecia under 21                                                                 | Qual. Europeo Under-21 2021                                                     | -                                                                               | 77’                                                                             |
| 7-9-2020                                                                        | České Budějovice                                                                | Rep. Ceca under 21                                                              | 0 – 0                                                                           | Croazia under 21                                                                | Qual. Europeo Under-21 2021                                                     | -                                                                               | 60’                                                                             |
| 17-11-2020                                                                      | Pola                                                                            | Croazia under 21                                                                | 7 – 0                                                                           | Lituania under 21                                                               | Qual. Europeo Under-21 2021                                                     | -                                                                               | 77’                                                                             |
| Totale                                                                          |                                                                                 | Presenze                                                                        | 6                                                                               |                                                                                 | Reti                                                                            | 0                                                                               |                                                                                 |

| Cronologia completa delle presenze e delle reti in nazionale ― Croazia under 20 | Cronologia completa delle presenze e delle reti in nazionale ― Croazia under 20 | Cronologia completa delle presenze e delle reti in nazionale ― Croazia under 20 | Cronologia completa delle presenze e delle reti in nazionale ― Croazia under 20 | Cronologia completa delle presenze e delle reti in nazionale ― Croazia under 20 | Cronologia completa delle presenze e delle reti in nazionale ― Croazia under 20 | Cronologia completa delle presenze e delle reti in nazionale ― Croazia under 20 | Cronologia completa delle presenze e delle reti in nazionale ― Croazia under 20 |
| Data                                                                            | Città                                                                           | In casa                                                                         | Risultato                                                                       | Ospiti                                                                          | Competizione                                                                    | Reti                                                                            | Note                                                                            |
| ------------------------------------------------------------------------------- | ------------------------------------------------------------------------------- | ------------------------------------------------------------------------------- | ------------------------------------------------------------------------------- | ------------------------------------------------------------------------------- | ------------------------------------------------------------------------------- | ------------------------------------------------------------------------------- | ------------------------------------------------------------------------------- |
| 26-3-2021                                                                       | Zagabria                                                                        | Croazia under 20                                                                | 4 – 1                                                                           | Turchia under 20                                                                | Amichevole                                                                      | -                                                                               | 58’                                                                             |
| 4-6-2021                                                                        | Velika Gorica                                                                   | Croazia under 20                                                                | 1 – 0                                                                           | Qatar under 20                                                                  | Amichevole                                                                      | -                                                                               | 46’                                                                             |
| Totale                                                                          |                                                                                 | Presenze                                                                        | 2                                                                               |                                                                                 | Reti                                                                            | 0                                                                               |                                                                                 |

| Cronologia completa delle presenze e delle reti in nazionale ― Croazia under 19 | Cronologia completa delle presenze e delle reti in nazionale ― Croazia under 19 | Cronologia completa delle presenze e delle reti in nazionale ― Croazia under 19 | Cronologia completa delle presenze e delle reti in nazionale ― Croazia under 19 | Cronologia completa delle presenze e delle reti in nazionale ― Croazia under 19 | Cronologia completa delle presenze e delle reti in nazionale ― Croazia under 19 | Cronologia completa delle presenze e delle reti in nazionale ― Croazia under 19 | Cronologia completa delle presenze e delle reti in nazionale ― Croazia under 19 |
| Data                                                                            | Città                                                                           | In casa                                                                         | Risultato                                                                       | Ospiti                                                                          | Competizione                                                                    | Reti                                                                            | Note                                                                            |
| ------------------------------------------------------------------------------- | ------------------------------------------------------------------------------- | ------------------------------------------------------------------------------- | ------------------------------------------------------------------------------- | ------------------------------------------------------------------------------- | ------------------------------------------------------------------------------- | ------------------------------------------------------------------------------- | ------------------------------------------------------------------------------- |
| 23-9-2017                                                                       | Doha                                                                            | Giappone under 19                                                               | 2 – 3                                                                           | Croazia under 19                                                                | Amichevole                                                                      | -                                                                               | 46’                                                                             |
| 25-9-2017                                                                       | Doha                                                                            | Australia under 19                                                              | 0 – 2                                                                           | Croazia under 19                                                                | Amichevole                                                                      | -                                                                               | 46’                                                                             |
| 27-9-2017                                                                       | Doha                                                                            | Qatar under 19                                                                  | 1 – 0                                                                           | Croazia under 19                                                                | Amichevole                                                                      | -                                                                               |                                                                                 |
| 30-9-2017                                                                       | Doha                                                                            | Qatar under 19                                                                  | 1 – 0                                                                           | Croazia under 19                                                                | Amichevole                                                                      | -                                                                               | 46’                                                                             |
| 14-8-2018                                                                       | Gorizia                                                                         | Italia under 19                                                                 | 3 – 2                                                                           | Croazia under 19                                                                | Amichevole                                                                      | -                                                                               |                                                                                 |
| 11-10-2018                                                                      | Ivanić-Grad                                                                     | Croazia under 19                                                                | 1 – 4                                                                           | Turchia under 19                                                                | Amichevole                                                                      | -                                                                               | 61’                                                                             |
| 12-2-2019                                                                       | Parenzo                                                                         | Croazia under 19                                                                | 0 – 0                                                                           | Serbia under 19                                                                 | Amichevole                                                                      | -                                                                               | 67’                                                                             |
| 14-2-2019                                                                       | Parenzo                                                                         | Croazia under 19                                                                | 1 – 0                                                                           | Serbia under 19                                                                 | Amichevole                                                                      | -                                                                               |                                                                                 |
| 23-3-2019                                                                       | Dugopoglie                                                                      | Ungheria under 19                                                               | 0 – 2                                                                           | Croazia under 19                                                                | Qual. Europeo Under-19 2019                                                     | -                                                                               | 60’                                                                             |
| 26-3-2019                                                                       | Signo                                                                           | Croazia under 19                                                                | 2 – 3                                                                           | Norvegia under 19                                                               | Qual. Europeo Under-19 2019                                                     | -                                                                               | 42’ 62’                                                                         |
| Totale                                                                          |                                                                                 | Presenze                                                                        | 10                                                                              |                                                                                 | Reti                                                                            | 0                                                                               |                                                                                 |